# Burgstall Hüttenbühl
Der Burgstall Hüttenbühl bezeichnet eine abgegangene Höhenburg im Flurbereich "Hüttenbühl" auf einem Höhenrücken in Spornlage nach Südwesten etwa 500 m nordöstlich des Rathauses von Herbolzheim, einem heutigen Stadtteil von Herbolzheim im Landkreis Emmendingen in Baden-Württemberg.
Vermutlich wurde die Burg in der ersten Hälfte des 12. Jahrhunderts erbaut. Zwischen 1111 und 1122 wird in einem Verzeichnis des Klosters St. Peter, dem Rotulus Sanpetrinus, ein "Diepoldus de Heribothsheim" genannt, der Ministeriale der Zähringer war, worauf die Bezeichnung als "de domo ducis, domesticus suus" hinweist. 1180 wird in einer Urkunde des Herzogs Bertolds IV. ein "Liutfridus de Herbotsheim" genannt.
Auf die ehemalige Burganlage, die nur noch Geländespuren zeigt, weist auch eine Sage nach Claudia Bühler aus „Clothilde erzählt Herbolzheimer Sagen“ hin.
Zitat: Der letzte Ritter der Heriboths lebte auf der besagten Burg mit seiner jungen Ehefrau in Glück und Frieden, als er eines Tages die Aufforderung des Herzogs von Zähringen erhielt, diesen auf seinem Kreuzzug zu begleiten. Die junge Ehefrau war darüber sehr betrübt, wusste sie doch, wie gefährlich solche Kreuzzüge waren, und dass die Ritter viele Jahre, sogar Jahrzehnte von Zuhause [gemeint: zuhause] fern waren, oft sogar nie wieder die Heimat sahen. Jedoch half alles Bitten und Betteln nichts. Der Ritter musste dem Ruf des Herzogs von Zähringen Folge leisten. Beim Abschied versprach ihm sein junges Weib, dass sie auf ihn warten und jeden Abend nach ihm Ausschau halten wolle.
Viele Jahre hindurch erschien zur Dämmerungszeit ihre schöne, helle Gestalt im Turmfenster. Doch nie wieder vernahm eine menschliche Seele die Stimme der unglücklich Wartenden. Im Turm der Burg hing eine Silberglocke. Diese durfte nur in der Christnacht oder zu ganz besonderen Anlässen geläutet werden. Als der Ritter Abschied nahm, läutete diese Silberglocke ein letztes Mal. Denn die junge Frau ließ die Glocke im Burgbrunnen versenken. Sie sollte wieder erklingen, wenn ihr edler Ritter wieder nach Hause kommt.
Tatsächlich sollte der letzte der Heriboths seine Heimat nie wieder sehen. Die Burg zerfiel, doch soll über viele Jahrhunderte ein Geist einhergegangen sein. Man nannte diese Erscheinung anfangs die „weiße Frau“. Sie wurde aber nur um den Hüttenbühl herum gesichtet, und so nannten sie die Herbolzheimer eines schönen Tages nur noch den „Hüttenbühlgeist“.
Die Silberglocke wurde nie gehoben. Aber an manchen Abenden, in der Dämmerung oder in der Dunkelheit, kann man sie läuten hören ...